# Gruppo Sportivo Calcio a 5 Giovinazzo
Il Gruppo Sportivo Calcio a 5 Giovinazzo, noto semplicemente come Giovinazzo, è una società di calcio a 5 italiana con sede a Giovinazzo, in provincia di Bari.

## Storia
Il sodalizio, erede della quasi omonima società attiva negli anni'80, è nato il 30 luglio 2001 e nell'estate del 2010 ha assorbito l'Atletico Giovinazzo (allora entrambe le formazioni disputavano la Serie B). Nella stagione 2007-08 e per tre campionati consecutivi il G.S. Giovinazzo C5 ha militato in Serie A2 prima di fare ritorno in Serie B al termine della stagione 2009-10. Dopo diversi anni in Serie B, la squadra del presidente Carlucci, raggiunge l'obiettivo Serie A2 nell'anno 2020. I biancoverdi si confermeranno nella stagione successiva una squadra competitiva. Nella stagione 2021-2022 la squadra biancoverde, allenata da Darci Foletto, conclude il proprio girone di Serie A2 al terzo posto e raggiunge le semifinali della Coppa Italia di categoria. La stagione si conclude al primo turno dei play-off, dove il Giovinazzo sono usciti sconfitti contro il Regalbuto.

## Cronistoria
| Cronistoria del Gruppo Sportivo C5 Giovinazzo |
| --- |
| - 1982 · Fondazione del Gruppo Sportivo Calcetto Giovinazzo. - 1983 · Disputa il campionato regionale organizzato dalla FIC. Vince la Coppa Puglia (1º titolo). - 1984 · Affiliazione alla FIGC. - 1984-85 · ? - 1985-86 · 1ª nel campionato regionale. 3ª nel girone A della poule scudetto. - 1986-90 · ? - 1990-00 · Inattiva. - 2000-01 · Inattiva. - 2001 · Rifondazione del Gruppo Sportivo C5 Giovinazzo. - 2001-02 · Disputa il campionato di Serie C. - 2002-03 · Disputa il campionato di Serie C. Ammessa in Serie C1. - 2003-04 · Disputa il campionato di Serie C1. Ripescata in Serie B. - 2004-05 · 11ª nel girone D di Serie B. Vincitrice nei play-out contro il Venafro. - 2005-06 · 11ª nel girone D di Serie B. Vincitrice nei play-out contro il San Gabriele Vasto. - 2006-07 · 2ª nel girone D di Serie B. Ripescata in Serie A2. Semifinalista play-off. 1º turno della Coppa Italia di Serie B. - 2007-08 · 12ª nel girone B di Serie A2. Retrocessa in Serie B, in seguito ripescata. Sconfitta nei play-out contro il Marcianise. - 2008-09 · 8ª nel girone B di Serie A2. Semifinalista della Coppa Italia di Serie A2. - 2009-10 · 14ª nel girone B di Serie A2. Retrocessa in Serie B. - 2010 · Incorpora l'Atletico Giovinazzo. - 2010-11 · 4ª nel girone F di Serie B. 2º turno play-off. 1ª fase della Coppa Italia di Serie B. - 2011-12 · 4ª nel girone D di Serie B. 2º turno play-off. - 2012-13 · 10ª nel girone D di Serie B. - 2013-14 · 9ª nel girone E di Serie B. - 2014-15 · 9ª nel girone E di Serie B. - 2015-16 · 8ª nel girone F di Serie B. - 2016-17 · 2ª nel girone F di Serie B. Quarti di finale play-off. Sedicesimi di finale della Coppa Italia di Serie B. - 2017-18 · 8ª nel girone F di Serie B. 1º turno della Coppa della Divisione. Quarti di finale della Coppa Italia di Serie B. - 2018-19 · 6ª nel girone F di Serie B. 1º turno della Coppa della Divisione. 2º turno della Coppa Italia di Serie B. - 2019-20 · 2ª nel girone G di Serie B. 1º turno della Coppa della Divisione. 1º turno della Coppa Italia di Serie B. Ripescata in Serie A2 - 2020-21 · 8ª nel girone C di Serie A2. - 2021-22 · 3ª nel girone D di Serie A2. Semifinalista della Coppa Italia di Serie A2. - 2022-23 · Disputa il girone C di Serie A2. Trentaduesimi della Coppa della Divisione. |

## Statistiche
| Livello | Categoria | Partecipazioni | Debutto   | Ultima stagione | Totale |
| ------- | --------- | -------------- | --------- | --------------- | ------ |
| 2°      | Serie A2  | 6              | 2007-2008 | 2022-2023       | 6      |
| 3°      | Serie B   | 13             | 2004-2005 | 2019-2020       | 13     |
| 4º      | Serie C   | 2              | 2001-2002 | 2002-2003       | 3      |
| 4º      | Serie C1  | 1              | 2003-2004 | 2003-2004       | 3      |